# Schaffer Károly
Schaffer Károly János (Bécs, 1864. szeptember 7. – Budapest, 1939. október 15.) ideg-elmegyógyász, egyetemi tanár, a Magyar Tudományos Akadémia tagja (l. 1914, r. 1926, t. 1938).
A magyar idegkórszövettani (neuro-hisztológiai) iskola megteremtője.

## Életrajza
Schaffer Károly és Zelenka Jozefa fia. Orvosi tanulmányait Budapesten végezte. A budapesti elmekórtani klinikán gyakornokoskodott, majd 1890-ben tanársegéd lett. 1891-ben Frankfurtban dolgozott Karl Weigert mellett. 1893-ban az idegkórtan magántanárává habilitálták. 1895-től a budapesti Erzsébet-kórház és a poliklinika rendelőorvosaként dolgozott. 1901-ben a budapesti egyetemen az idegkór- és gyógytan, valamint a központi idegrendszer ép és kóros szövettanának címzetes rendkívüli tanáraként adott elő. 1912-ben az agyszövettani intézet vezetője lett és kinevezték nyilvános rendkívüli tanárrá. 1919-ben az interakadémiai agykutató intézet igazgatója volt. 1925-től az elme- és idegkórtan nyilvános rendes tanára volt a budapesti egyetemen.
Számos külföldi ideg- és elmeorvosi társaság tagja. 1914-től az MTA levelező, 1926-tól rendes, 1938-tól pedig tiszteleti tagja.
Házastársa Hafner Aranka Klára volt, akivel 1895. november 23-án Budapesten, a Ferencvárosban kötött házasságot.

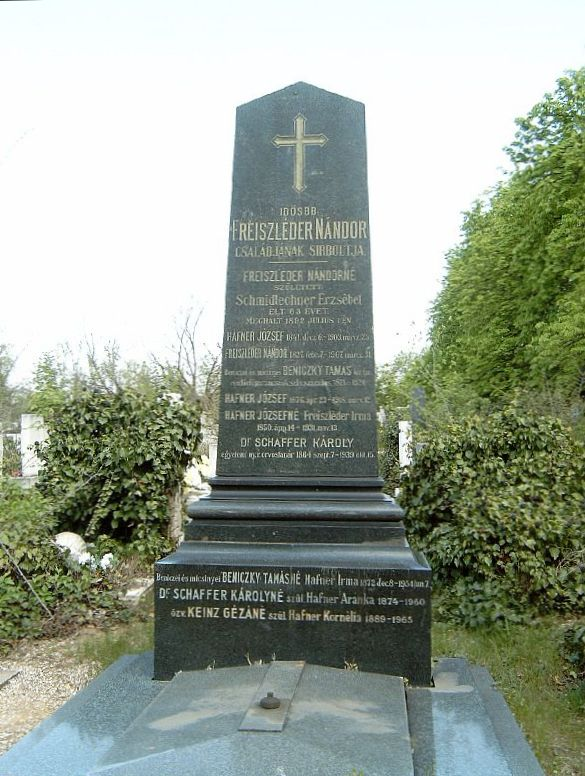
Schaffer Károly és a Freiszleder, a Hafner és a Beniczky család sírja Budapesten. Új köztemető: 16/5-1-46/47

A Kerepesi temetőben helyezték végső nyugalomra a Bal oldali falsírboltok, B-469. sírhelyre, majd a temetőrész felszámolása során az Új köztemetőbe temették át a 16. parcellába.

## Munkássága
Laufenauer Károly kezdeményezésének rendszeres folytatásával a hazai neuro-hisztológiai iskola megteremtője. Kutatta az idegsejtek morfológiáját, az agykéreg barázdálódását. A neurontan egyik megalapítója, morfológiai és szövettani kutatásokat végzett. Foglalkozott az Ammon-szarvval, a tehetség, alkat és agykéreg viszonyával, a veszettség és a tabes kórtanával, a tehetség és a lángész anyagi alapjaival. Kutatta a hipnózist, kimutatta az öröklődő Tay–Sachs–Schaffer-betegség kórtani lényegét. Az átöröklődő ideg- és elmebetegségek morfológiai alapjainak magyarázatára felállította a róla elnevezett triast.

## Műveiből
- Az idegrendszer szöveti elváltozásai a veszettségnél (Budapest, 1889)
- Az intrahypnotikus reflexcontracturák morphológiája és a suggestionak behatása ezekre (Budapest, 1894)
- Gróf Széchenyi István idegrendszere szakorvosi megvilágításban (Budapest, 1923)
- Über das morphologische Wesen und die Histopathologie der hereditär-systematischen Nervenkrankheiten (Berlin, 1926)
- Az elmebetegségek és a kapcsolatos idegbetegségek kórtana (Budapest, 1927)
- Histopathologie des Neurons (Budapest – Lipcse, 1938)

## Emléke
Emlékének megőrzésére 2006-ban alapítványt hoztak létre a fiatal, tehetséges neurológus és pszichiáter szakorvosok szakmai továbbfejlődésének elősegítése céljából.